# Cirilo Vázquez Lagunes
Cirilo Vázquez Lagunes, alias "El cacique del sur," (18 de marzo de 1955-19 de noviembre de 2006) fue un ranchero, político y empresario mexicano.
Cirilo Vázquez fue el hombre más poderoso de Acayucan, Veracruz, San Juan Evangelista, Villa Juanita[cita requerida] y en muchas zonas alrededor de la ciudad de Veracruz. Vázquez, un cacique, a menudo regaló dinero y construyó infraestructura en el área en el que vivía, incluyendo carreteras, escuelas, centros de salud, albergues, puentes.[cita requerida]
Tuvo 6 hijos, los más reconocidos son Fabiola Vázquez, la alcaldesa de 28 años de edad de Acayucan Regina Vázquez , una exdiputada del congreso, Cirilo Vazquez, alcalde de Cosoleacaque y exdiputado local de Veracruz, Ponciano Vázquez, también exalcalde, y se casó el 14 de febrero de 1985 con Gabriela Torres Mendoza.
Pasó a ser conocido a principios de la década de 1980 por su ambición, labrándose una reputación como cacique de los municipios del sur de veracruz y estados circunvecinos. Algunos habitantes del área de Veracruz cantaron al menos seis corridos sobre Vázquez.
El 19 de noviembre de 2006, varios asesinos emboscaron a Vázquez cuando volvía de un partido semi profesional de béisbol en el que su equipo acaba de derrotar a su rival regional por 10-1. Los asesinos le dispararon al menos doce veces, tres de ellas en la cabeza. También murieron tres policías municipales, guardaespaldas de Vázquez.